# Strumigenys shaula
Strumigenys shaula är en myrart som beskrevs av Bolton 1983. Strumigenys shaula ingår i släktet Strumigenys och familjen myror. Inga underarter finns listade i Catalogue of Life.